# Theo van Zwieteren
Theodorus (Theo) van Zwieteren (Rotterdam, 6 januari 1887 – Den Haag, 11 december 1962) was een Nederlands voetbalscheidsrechter die driemaal een internationale wedstrijd floot. Als grensrechter was hij actief op de Olympische Zomerspelen 1924.

## Interlands
| Datum            | Plaats              | Wedstrijd             | Uitslag | Competitie        | Kreeg geel | Kreeg voor de tweede keer geel en dus rood | Weggestuurd |
| ---------------- | ------------------- | --------------------- | ------- | ----------------- | ---------- | ------------------------------------------ | ----------- |
| 4 november 1923  | Hamburg, Duitsland  | Duitsland – Noorwegen | 1 – 0   | Vriendschappelijk | 0          | 0                                          | 0           |
| 23 november 1924 | Duisburg, Duitsland | Duitsland – Italië    | 0 – 1   | Vriendschappelijk | 0          | 0                                          | 0           |
| 21 mei 1925      | Colombes, Frankrijk | Frankrijk – Engeland  | 2 – 3   | Vriendschappelijk | 0          | 0                                          | 0           |

Bijgewerkt t/m 27 januari 2014